# Addrisi Brothers
Die Addrisi Brothers waren eine US-amerikanische Popgruppe aus Winthrop (Massachusetts), bestehend aus Don (* 14. Dezember 1938; † 13. November 1984) und Dick (* 4. Juli 1941).

## Karriere
Die Brüder waren zunächst in einer Akrobatikgruppe in ihrer Familie mit dem Namen The Flying Addrisis. Ihre Gesangskarriere begann, als sie mit Lenny Bruce in Kontakt traten und anschließend nach Kalifornien zogen. Nachdem ein Musikstück bei einer Vorstellung für den Mickey Mouse Club abgelehnt wurde, wechselten sie zu Del-Fi Records, später zu Imperial Records und Warner Bros. Records, und nahmen mehrere Singles auf, die jedoch keine großen Erfolge darstellten, und widmeten sich deshalb dem Schreiben von Songs. Anfang der 1970er Jahre hatten sie mit We've Got to Get it on Again einen Hit. 1977 gelang es ihnen mit dem Titel Slow Dancin' Don’t Turn Me On, einen Top-Twenty-Hit in den US-Singlecharts zu landen.
Ihr größter Hit als Songschreiber wurde Never My Love für die Band The Association. Außerdem verfassten sie die Titelmusik für die amerikanische Fernsehserie Nanny and the Professor.

## Diskografie

### Alben
| Jahr | Titel                        | Höchstplatzierung, Gesamtwochen, AuszeichnungChartsChartplatzierungen (Jahr, Titel, Platzierungen, Wochen, Auszeichnungen, Anmerkungen) | Anmerkungen      |
| Jahr | Titel                        | US | Anmerkungen      |
| ---- | ---------------------------- | --- | ---------------- |
| 1972 | We’ve Got to Get it On Again | US137 (3 Wo.)US | Columbia Records |
| 1977 | Addrisi Brothers             | US118 (14 Wo.)US | Buddah Records   |

Weitere Alben
- 1979: Ghost Dancer

### Singles
| Jahr | Titel                                                     | Höchstplatzierung, Gesamtwochen, AuszeichnungChartplatzierungen (Jahr, Titel, Platzierungen, Wochen, Auszeichnungen, Anmerkungen) | Höchstplatzierung, Gesamtwochen, AuszeichnungChartplatzierungen (Jahr, Titel, Platzierungen, Wochen, Auszeichnungen, Anmerkungen) | Anmerkungen |
| Jahr | Titel                                                     | UK | US | Anmerkungen |
| ---- | --------------------------------------------------------- | --- | --- | ----------- |
| 1959 | Cherrystone                                               | — | US62 (6 Wo.)US |             |
| 1972 | We’ve Got to Get It On Again We’ve Got to Get it On Again | — | US25 (12 Wo.)US |             |
| 1977 | Slow Dancin’ Don’t Turn Me On Addrisi Brothers            | — | US20 (15 Wo.)US |             |
| 1977 | Does She Do It Like She Dances Addrisi Brothers           | — | US74 (4 Wo.)US |             |
| 1977 | Never My Love Addrisi Brothers                            | — | US80 (4 Wo.)US |             |
| 1979 | Ghost Dancer                                              | UK57 (3 Wo.)UK | US45 (8 Wo.)US |             |

Weitere Singles
- 1958: I’ll Be True/Everybody Happy
- 1959: Saving My Kisses
- 1959: It’s Love
- 1959: Gonna See My Baby
- 1960: What a Night for Love
- 1962: The Dance Is Over
- 1964: Love Me Baby
- 1964: Little Miss Sad
- 1965: Side by Side
- 1966: Excuse Me
- 1968: Time to Love
- 1972: I Can Feel You
- 1972: I Can Count on You
- 1974: Somebody Found Her (Before I Lost Her)
- 1979: As Long As the Music Keeps Playing
- 1981: Red Eye Flight (You Can Always Come Home Again)